# أربيان نبطي
أربيان نبطي (الاسم العلمي: Anthemis nabataea) هو نوع نباتي يتبع جنس الأربيان من الفصيلة النجمية.

## الموئل والانتشار
في بلاد الشام.